# جزر آسيا

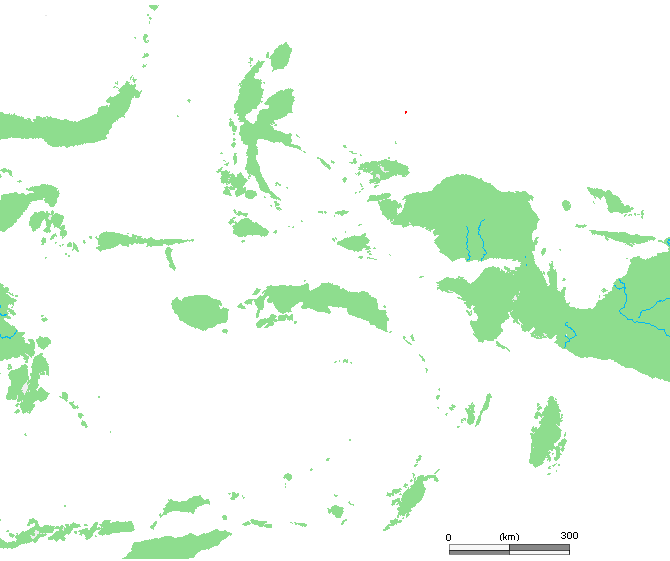
جزر آسيا تبدو على شكل نقطة حمراء صغيرة جداً شمال شبه جزيرة رأس الطائر في أقصى غرب جزيرة غينيا الجديدة

جزر آسيا هي مجموعة من ثلاث جزر صغيرة تقع بين جزر أيو وبالاو على بعد حوالي 117 كم شمال جزيرة وايجيو.
أسماء الجزر الثلاث هي:
- جزيرة فاني،
- جزيرة ميارين
- جزيرة إيجين

تتبع جزر آسيا إداريا جزر آسيا مقاطعة بابوا الغربية الإندونيسية.